# Сборник распоряжений по телеграфному ведомству
«Сборник распоряжений по телеграфному ведомству», позднее «Сборник распоряжений по Главному управлению почт и телеграфов» (в оригинальном написании — Сборникъ Распоряженій по телеграфному вѣдомству и Сборникъ распоряженій по Главному Управленію Почтъ и Телеграфовъ), — первое специализированное научно-техническое ведомственное периодическое издание Российской империи, посвящённое почтовому и телеграфному делу. Выпускался в Санкт-Петербурге в 1870-х — 1880-х годах, а затем был переименован в «Почтово-телеграфный журнал».

## История

Основатель и редактор сборника Н. Е. Славинский

Идея создания ведомственного периодического издания при Департаменте почт и телеграфов и её осуществление принадлежат Николаю Евстафьевичу Славинскому (1839—1918). В 1872 году он поступил на службу в телеграфный департамент и в 1873 году стал редактором сборника.
С 1873 года по июль 1884 года издание выходило под названием «Сборник распоряжений по телеграфному ведомству», а с июля 1884 года (после объединения телеграфного и почтового департаментов в одно учреждение) по 1887 год — как «Сборник распоряжений по Главному управлению почт и телеграфов».
Сборник публиковался в Санкт-Петербурге два раза в месяц и, помимо официальной информации, имел неофициальный отдел, включавший статьи исторического и технического характера.
С 1888 года издание периодического органа этого ведомства было продолжено под новым названием — «Почтово-телеграфный журнал».